# Вандербилт, Рилиа
Рилиа Вандербилт (англ. Rileah Vanderbilt; род. 20 августа 1979, Крипл Крик, Колорадо, США) — американская актриса. Наиболее известна по съёмкам в трилогии фильмов-слэшеров «Топор». Является создательницей творческого объединения Team Unicorn.

## Карьера
Вандербилт дебютировала в фильме ужасов Топор (2006), впоследствии снявшись в его двух продолжениях. При этом в первых двух она исполнила роль маньяка Виктора Кроули в детстве, а в третьей части сыграла женщину-полицейского Микаэлу Доэрти. Её остальные актёрские работы включают в себя небольшие появления в фильмах «Спираль» (2007) и «Замёрзшие» (2010), и роль Рапунцель в провальном фильме студии The Asylum «Мстители: Гримм» (2015). Также она снялась в эпизодах веб-сериалов «Порно для всей семьи» (2009) Джеймса Ганна, «Гильдия» (2011) Фелиции Дэй и «Конмэн» (2015) Алана Тьюдика.
В 2011 году вместе с теннисисткой Сереной Уильямс снялась в рекламе для игры-теннисного симулятора «Top Spin 4».
В 2013 году канал Adult Swim объявил, что Рилиа Вандербилт выступит создателем сериала вместе с Team Unicorn, однако сериал не получил особой популярности.

## Личная жизнь
26 июня 2010 года она вышла замуж за фильммейкера Адама Грина (режиссёра большинства её фильмов), с которым она познакомилась ещё в 2002 году в одном из баров Голливуда. В 2014 пара разошлась.

## Фильмография
| Год  |   | Русское название     | Оригинальное название | Роль                      |
| ---- | - | -------------------- | --------------------- | ------------------------- |
| 2006 | ф | Топор                | Hatchet               | молодой Виктор Кроули     |
| 2007 | ф | Спираль              | Spiral                | девушка в автобусе        |
| 2009 | с | Порно для всей семьи | James Gunn's PG Porn  | девушка в баре            |
| 2010 | ф | Замёрзшие            | Frozen                | Шеннон                    |
| 2010 | ф | Топор 2              | Hatchet II            | молодой Виктор Кроули     |
| 2011 | с | Гильдия              | The Guild             | принцесса Лея Органа      |
| 2013 | ф | Топор 3              | Hatchet III           | Догерти                   |
| 2015 | ф | Мстители: Гримм      | Avengers Grimm        | Рапунцель                 |
| 2015 | с | Конмэн               | Con Man               | девушка в зелёной комнате |